# Marisora lineola
Marisora lineola — вид сцинкоподібних ящірок родини сцинкових (Scincidae). Мешкає в Мексиці і Центральній Америці. Описаний у 2020 році.

## Поширення і екологія
Marisora lineola мешкають на півострові Юкатан, на карибських схилах мексиканських штатів Веракрус і Табаско, в Гватемалі і Белізі, зокрема на островах Косумель і Турнеффе. Вони живуть в сухих тропічних лісах і саванах, на висоті до 1000 м над рівнем моря.